# 获能
获能（英語：Capacitation，全称为精子获能）是哺乳动物精子成熟之前的最後一個步驟，精子获能之後才能使卵母细胞受精。获能是生物化學的過程，在获能之前的精子仍可正常活動，而且以外觀來看也似乎是成熟了。在一般性行為中，精子获能是在射精之後發生的，精子離開陰道，進入上女性生殖系統。子宫會分泌和甾醇结合白蛋白、脂蛋白，以及蛋白酶解及糖苷水解的酵素，來幫助精子获能。
若是為了體外受精，會培育剛射精的精子，或是從附睾提取，且在特定培養基中培養一幾個小時的精子。有不同的技術來實行获能步驟：單純清洗、讓精子游動、密度梯度或是過濾器。其目的是尽可能的分離有活動力的精子，並且去除無活動力或是死亡的精子。不論是體內的获能或是體外的获能，精子最後會經過活化步驟，而這個步驟和與卵母细胞結合的頂體反應有關。
非哺乳動物的精子不需要获能，精子從雄性動物體內排出時，就已有使卵母细胞受精的能力。